# Records en championnat d'Angleterre de rugby à XV
Cet article propose les records les plus significatifs pour le Championnat d'Angleterre de rugby à XV. Les joueurs en gras sont encore en activité dans le championnat en question. Les joueurs en italique sont encore en activité dans un autre championnat.

## Statistiques générales des joueurs

### Nombre de matchs[1]
| #  | Joueur               | Club(s)                                                 | Période   | Matchs |
| -- | -------------------- | ------------------------------------------------------- | --------- | ------ |
| 1  | Richard Wigglesworth | Bath, Saracens                                          | 2002-2020 | 288    |
| 2  | Steve Borthwick      | Sale, Saracens                                          | 1998-2014 | 265    |
| 3  | George Chuter        | Leicester, Saracens                                     | 1997-2013 | 262    |
| 3  | Phil Dowson          | Newcastle, Northampton, Worcester                       | 2001-2017 | 262    |
| 4  | Charlie Hodgson      | Sale, Saracens                                          | 2000-2016 | 254    |
| 5  | Tom May              | Newcastle, Northampton, London Welsh                    | 1999-2015 | 247    |
| 6  | Hugh Vyvyan          | Newcastle, Saracens                                     | 1998-2012 | 245    |
| 7  | Simon Shaw           | London Wasps                                            | 1997-2011 | 237    |
| 8  | Andy Goode           | Leicester, Saracens, Worcester, London Wasps, Newcastle | 1998-2016 | 236    |
| 9  | Stuart Hooper        | Saracens, Leeds, Bath                                   | 2000-2016 | 232    |
| 10 | Duncan Bell          | Sale, Bath                                              | 1997-2012 | 230    |

### Nombre de points[2]
| #  | Joueur          | Club(s)                                                 | Période   | Points |
| -- | --------------- | ------------------------------------------------------- | --------- | ------ |
| 1  | Charlie Hodgson | Sale, Saracens                                          | 2000-2016 | 2625   |
| 2  | Andy Goode      | Leicester, Saracens, Worcester, London Wasps, Newcastle | 1998-2016 | 2285   |
| 3  | Stephen Myler   | Northampton, London Irish                               | 2006-2020 | 1778   |
| 4  | Nick Evans      | Harlequins                                              | 2008-2017 | 1656   |
| 5  | Gareth Steenson | Exeter                                                  | 2010-     | 1651   |
| 6  | Olly Barkley    | Bath, Gloucester, London Welsh                          | 2001-2015 | 1605   |
| 7  | Jonny Wilkinson | Newcastle                                               | 1997-2008 | 1489   |
| 8  | Jimmy Gopperth  | Newcastle, Wasps                                        | 2009-     | 1463   |
| 9  | Owen Farrell    | Saracens                                                | 2010-     | 1361   |
| 10 | George Ford     | Leicester, Bath                                         | 2010-     | 1353   |

### Nombre d'essais[3]
| #  | Joueur               | Club(s)                                         | Période   | Essais |
| -- | -------------------- | ----------------------------------------------- | --------- | ------ |
| 1  | Tom Varndell         | Leicester, London Wasps, Bristol                | 2004-2017 | 92     |
| 2  | Mark Cueto           | Sale                                            | 2001-2015 | 90     |
| 3  | Chris Ashton         | Northampton, Saracens, Sale, Harlequins         | 2008-     | 88     |
| 4  | Christian Wade       | London Wasps                                    | 2011-2018 | 82     |
| 5  | Steve Hanley         | Sale                                            | 1998-2007 | 75     |
| 6  | Matt Banahan         | Bath, Gloucester                                | 2007-     | 71     |
| 7  | Paul Sackey          | Bedford, London Irish, London Wasps, Harlequins | 1999-2014 | 69     |
| 8  | Tom Voyce            | Bath, London Wasps, Gloucester, London Welsh    | 2000-2013 | 66     |
| 9  | Jonny May            | Gloucester, Leicester                           | 2010-     | 65     |
| 10 | James Simpson-Daniel | Gloucester                                      | 2000-2013 | 63     |